# Bendelband

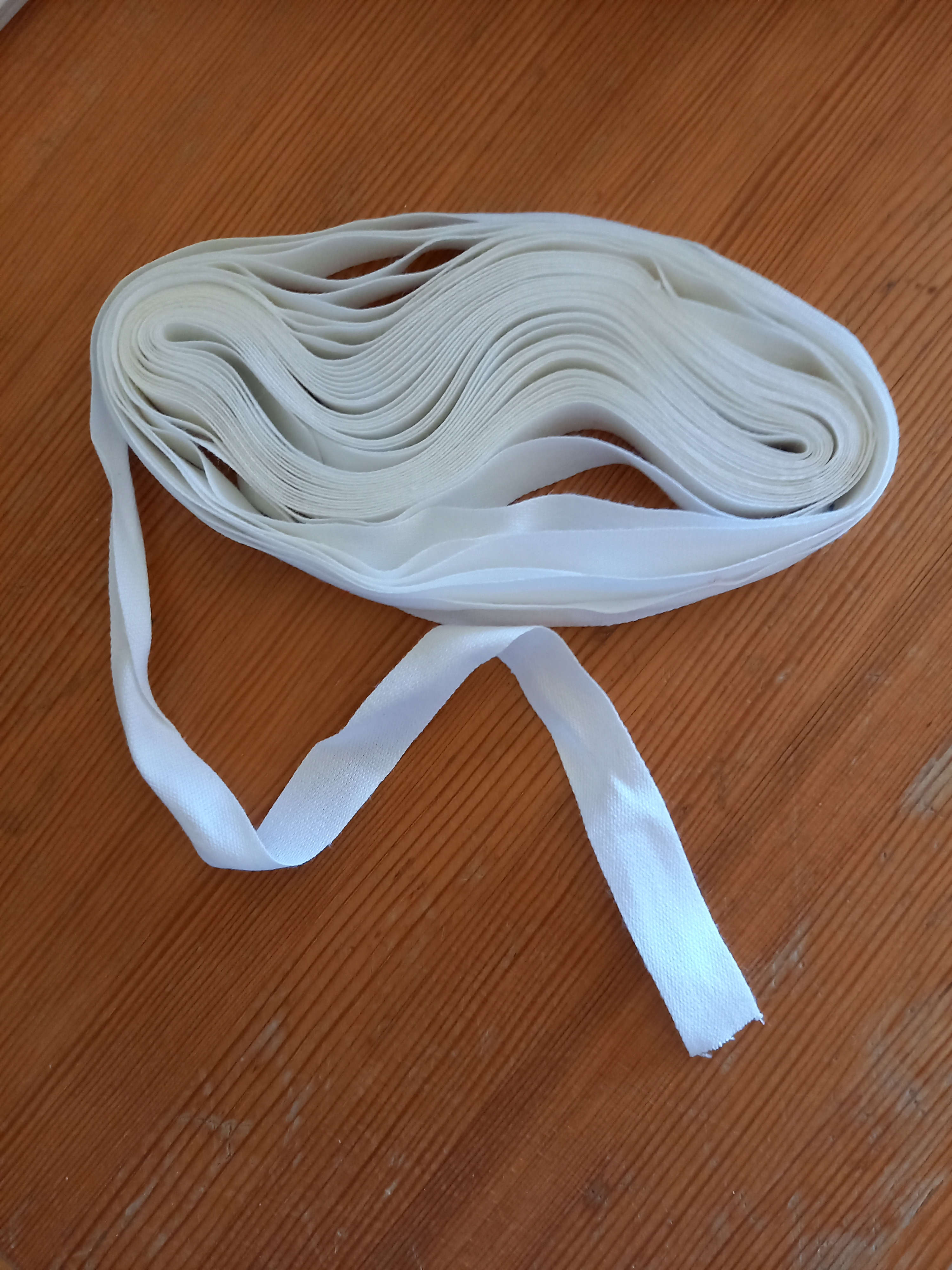
Bendelband.

Bendelband är ett smalt trådrakt vävt bomullsband med stadkant i båda sidor. Det används som förstärkning av sömmar och till hankar i handdukar och jackor.